# Шерстянкин, Павел Павлович
Па́вел Па́влович Шерстя́нкин (родился в 1937) — советский и российский геофизик, океанолог и озеровед, доктор физико-математических наук, главный научный сотрудник Лимнологического института Сибирского отделения Российской Академии наук, заслуженный ветеран СО РАН, выдающийся исследователь озера Байкал. Автор более 150 опубликованных научных работ.

## Биография
Родился 20 июля 1937 в с. Утан Чернышевского района Читинской обл.
Образование: Московский государственный университет имени М. В. Ломоносова, физический факультет, кафедра физики моря и вод суши (1960).
До, в 1959 г., и после окончания МГУ, 1960 г., лаборант Байкальской лимнологической станции Восточно-Сибирского филиала АН СССР, реорганизованной в 1961 в Лимнологический институт СО РАН; служба в кадрах Советской Армии (военный представитель ВП 1669 МО СССР); мл. н.с. ЛИН СО АН СССР; кандидат физ.-мат. наук по специальности Геофизика, место защиты: Морской гидрофизический институт АН УССР, Севастополь, ведущая организация — Институт Океанологии им. П. П. Ширшова АН СССР; старший научный сотрудник,1977 г.; доктор физ.-мат. наук по специальности Океанология, место защиты: Институт Океанологии им. П. П. Ширшова АН СССР, Москва; ведущая организация — Морской гидрофизический институт АН УССР.
С 1994 — главный научный сотрудник Лимнологического института СО РАН.

## Работа в научных учреждениях
- Лимнологический институт СО РАН

## Эксперт в областях
- геофизика,
- озероведение,
- океанология,
- байкаловедение
- нейтринные телескопы
- гляциология
- теория самоорганизации и саморегуляции

## Исследования озераБайкал
Совместно с Л. Г. Колотило разработал поправки для измерения глубин в озере Байкал, при помощи которых вычислены все глубины, обозначенные на современных навигационных картах Байкала и на цифровой карте Байкала.

### Навигационные карты и пособия озераБайкал
- Колотило Л. Г., Шерстянкин П. П. Таблицы скорости звука в воде озера Байкал и поправки глубин, измеренных эхолотом.- Владивосток: Гидрографическая служба ТОФ, 1985.- 12 с., табл., графики.
- Цифровая карта озера Байкал. 2002. (П. П. Шерстянкин — один из авторов)[2].

## Теория самоорганизации и саморегуляции
Один из авторов теории самоорганизации и саморегуляции природных систем, для которой Л. Г. Колотило совместно с А. Г. Ивановым-Ростовцевым в 1989 году было предложено название : Теория D-SELF. Название D-SELF является аббревиатурой от первой буквы слова Double, обозначающего отношение к двум процессам, чьи названия начинаются со слова SELF: SELForganization и SELFregulation. Сначала результаты работ по этой тематике были опубликованы в сборнике научных статей Пулковской обсерватории и в Известиях РГО. Новое научное направление поддержал академик А. Ф. Трёшников и представил четыре статьи по этой тематике в самый престижный научный журнал «Доклады АН СССР» (ДАН), где они и были опубликованы. Всего по этой тематике только в ДАНе было опубликовано более двух десятков статей, которые представляли академики: К. Я. Кондратьев, В. И. Ильичёв, Н. С. Соломенко, С. Л. Соловьёв. Часть из этих работ переведена и опубликована за рубежом. В 1999 и 2001 годах опубликованы две монографии по теории D-SELF,. В разное время, кроме П. П. Шерстянкина в работе над теорией принимали участие: д.т. н. Г. М. Дегтярёв, к.г.н. А. Г. Иванов-Ростовцев, к.г.н. Л. Г. Колотило О. А. Любченко, д.т. н. Ю. Ф. Тарасюк, д.г.-м.н. В. А. Смирнов, д.ф.-м.н. О. И. Смоктий и др.

### Публикации по теории самоорганизации и саморегуляции
- Иванов-Ростовцев А. Г., Колотило Л. Г., Тарасюк Ю. Ф., Шерстянкин П. П. Самоорганизация и саморегуляция природных систем. Модель, метод и основы теории D-SELF / Под ред., с предисловием, комментариями и заключением академика РАН К. Я. Кондратьева.- СПб.: РГО, 2001.- 216 с. ISBN 5-900786-51-X

## Основные научные публикации
Имеет более 150 научных работ, опубликованных на русском и английском языках.
- Шерстянкин П. П., Г. П. Коханенко, В. Г. Иванов, Л. Н. Куимова. Оптико-термические фронты подо льдом оз. Байкал и их связь с обновлением придонных вод. Оптика атмосферы и океана, 22(3), 2009. c. 215—221.;
- Шерстянкин П. П., Куимова Л. Н. Что общего у озера Байкал и подледникового озера Восток (Антарктида)? // Новости МПГ 2007/08. 2008; 13: 24-25.
- Шерстянкин П. П., Г. П. Коханенко, В. Г. Иванов, Л. Н. Куимова. Оптико-термические фронты подо льдом оз. Байкал и их связь с обновлением придонных вод. Оптика атмосферы и океана, 22(3), 2009. c. 215—221.
- Шерстянкин П. П., Л. Н. Куимова, В. Г. Иванов. Оценка максимальных вертикальных скоростей конвекции в природных водах на примере озера Байкал. Докл. РАН, 415(1), 115—119.
- Шерстянкин П. П., Иванов В. Г., Куимова Л. Н., Синюкович В. Н. Формирование вод Селенгинского мелководья с учётом сезонного хода речного стока, термической конвекции и термобаров. Водные ресурсы, 34(4) 2007, 439—445.
- Маньковский В. И., П. П. Шерстянкин. Спектральная модель показателя ослабления направленного света в водах озера Байкал в летний период. Морской Гидрофизический Журнал. − 2007. — № 6. — С.39-46.
- Шерстянкин П. П., Алексеев С. П., Абрамов А. М., Ставров К. Г., Де Батист М., Хус Р., Канальс М., Касамор Х. Л. Батиметрическая компьютерная карта озера Байкал. Доклады Академии Наук, 2006, т. 408, № 1, сс. 102—107.
- Sherstyankin P.P. and L. N. Kuimova. Hydrophysical processes in Lake Baikal in its transition from subtropical to modern climates. J. Hydrobiologia, V. 568, Suppl. 1 / September, 2006, P.253-257.
- Шерстянкин П. П., Тарасюк Ю. Ф., Колотило Л. Г., Иванов В. Г., Куимова Л. Н., Бабий В. И. Скорость звука в воде вблизи температуры максимальной плотности. ДАН; 2005; т. 405, № 1, с.42-45.
- Алексеев С. П., Абрамов А. М., Ставров К. Г., Шерстянкин П. П. Гидрографические исследования озера Байкал и их использование в цифровой картографии. Навигация и гидрография, 20-21, с. 77-86.
- П. П. Шерстянкин, М.Де Батист. Географические открытия: Путешествие по байкальскому дну, НАУКА из первых рук, август 2004 г., — стр.44-49.
- Шерстянкин П. П., Куимова Л. Н. Точные формулы для термодинамических параметров озерных вод по уравнению состояния в форме Chen-Millero. Докл. РАН, т.391, № 2, с. 254—259.
- Шерстянкин П. П., Куимова Л. Н. Приведение температуры озерных и морских вод к нормальным условиям с учётом изменения температуры максимальной плотности. Докл. РАН, т. 389, № 6, с. 817—820.
- Куимова Л. Н., Шерстянкин П. П. Развитие гидрофизических процессов при переходе от субтропического к умеренному климату на озере Байкал в последние 5 миллионов лет. Докл. РАН, т. 390, № 3, с. 397—401.
- Шерстянкин П. П., Куимова Л. Н. Процессы перемешивания в природных водах в режиме наибольшей устойчивости. Докл. РАН, т.392, № 2, с. 244—247.
- Шерстянкин П. П., Колотило Л. Г., Тарасюк Ю. Ф., Куимова Л. Н., Иванов В. Г., Блинов В. В. О скорости звука в Байкале. Докл. РАН, том. 386, № 1, с.103 — 107.
- Шерстянкин П. П., Коханенко Г. П., Пеннер И. Э., Ростов А. П., Куимова Л. Н., Иванов В. Г., Блинов В. В. О формировании конвергентной зоны фронта подо льдом на озере Байкал. Докл. РАН, 2002, том 383, № 1, с. 106—110.
- De Batist, M., Canals, M., Sherstyankin, P., Alekseev, S. & the INTAS Project 99-1669 Team, 2002. A new bathymetric map of Lake Baikal. Scientific Drilling Database. doi:10.1594/GFZ.SDDB.1100.

## Членство в научных обществах
- действительный член Русского географического общества